# Super-resolution

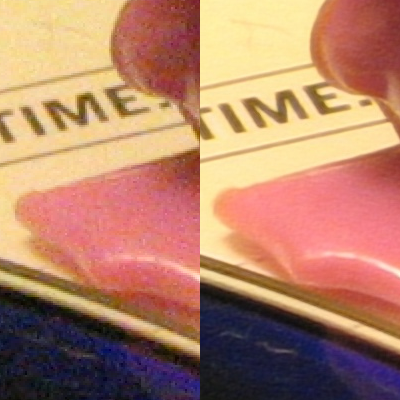
Esempio di processo super-resolution. A sinistra l'immagine originale, mentre a destra l'immagine ottenuta combinando 9 immagini, ottenendo una superisoluzione doppia.

Super-resolution (SR) è una tecnica utilizzata per migliorare la risoluzione delle immagini digitali.

## Descrizione generale
Alcune tecniche SR superano il diffraction limited ovvero il "limitato dalla sola diffrazione", mentre altre migliorano la risoluzione del sensore di immagini.
Esistono varianti di tecniche SR che lavorano con un singolo frame o con più frame. Questi ultimi usano lo spostamento di sub-pixel (sotto-pixel) tra diverse basse risoluzioni della stessa scena. Queste tecniche aumentano la risoluzione delle immagini fondendo le informazioni alle basse risoluzioni delle immagini, e creano immagini ad alta risoluzione descrivendo meglio la scena rappresentata dall'immagine. Le tecniche che lavorano con un singolo frame cercano di aumentare la qualità dell'immagine senza introdurre sfocature. Questi metodi usano parti delle immagini a bassa risoluzione per stimare i valori dei pixel dell'immagine ad alta risoluzione. Gli algoritmi si possono dividere in base al dominio dove lavorano: frequenza e spazio.
Inizialmente queste tecniche lavoravano molto bene sulle immagini in bianco e nero, ma recentemente alcuni ricercatori hanno trovato metodi da utilizzare con immagini a colori, come quelle scattate dalle macchine fotografiche digitali. Recentemente le tecniche SR sono state utilizzate anche per dati in 3D.

## La necessità di aliasing
Nella maggior parte delle tecniche SR l'informazione aggiunta si trova nascosta nelle immagini a bassa risoluzione. Questo comporta che il sensore che acquisisce l'immagine sia sufficientemente debole in da permettere che avvenga l'aliasing. 
Un sistema limitato dalla sola diffrazione non contiene aliasing.

## Spezzare il limite sulla diffrazione
Esistono anche tecniche SR che estrapolano l'immagine dal dominio della frequenza, presupponendo che l'oggetto nell'immagine sia una funzione analitica, e che conosciamo esattamente i valori della funzione in alcuni intervalli. Questo tipo di tecniche è limitato dalla presenza di rumore che è sempre presente nei sistemi di immagini digitali, ma può funzionare con radar, astronomia e microscopi.